# ويليام موفات
ويليام موفات هو سياسي كندي، ولد في 20 يناير 1847 بكارلتون بلاس في كندا، وتوفي في 5 سبتمبر 1926. حزبياً، نشط في الحزب الليبيرالي الألبرتي. وقد انتخب عضو الجمعية التشريعية ألبرتا.